# Последната граница
„Последната граница“ (на английски: The Last Frontier) е уестърн на режисьора Антъни Ман, който излиза на екран през 1955 година.

## Сюжет
Лично отговорен за несправедливата смърт на 1500 мъже, полковник Франк Марстън живее в изгнание в най-отдалечения край на пограничните райони. Докаран до лудост от позора си, Марстън планира славно завръщане начело на взвод новобранци в самоубийствена атака срещу индианците. Въпреки че Джед Купър е единственият, който може да го спре, разяреният заселник се разкъсва дали да спаси живота на приятелите си или да ги остави да тръгнат към сигурна гибел. Защото Джед е влюбен в жената на полковника и само смъртта на Марстън ще я направи свободна.

## В ролите
| Актьор         | Роля                    |
| -------------- | ----------------------- |
| Виктор Матюр   | Джед Купър              |
| Гай Медисън    | Капитан Глен Риардън    |
| Робърт Престън | Полковник Франк Марстън |
| Джеймс Уитмор  | Гъс                     |
| Ан Банкрофт    | Корина Марстън          |
| Ръсел Колинс   | Капитан Фил Кларк       |
| Питър Уитни    | Сержант майор Декер     |
| Пат Хоган      | Мънго                   |